# Анкаран
Анкаран (словен. Ankaran) – город в одноимённом муниципалитете в Словении. Расположен недалеко от границы с Италией, в Словенском Приморье. Анкаран находится менее, чем в 5 км от итальянского города Муджа недалеко от Триеста, примерно в 2,5 км от итальяно-словенской границы, в 6,5 км от Копра и в 33 км от ближайшего хорватского города Буе. Во всём муниципалитете словенский и итальянский языки являются официальными.
Впервые Анкаран был засвидетельствован в письменных источниках в 1700 году.

## Население
Национальный состав:
- 73,1 % - словенцы
- 2,5 % - итальянцы

| 1869 | 1900 | 1931 | 1961 | 1971 | 1981 | 1991 | 2002 | 2011 | 2014 |
| ---- | ---- | ---- | ---- | ---- | ---- | ---- | ---- | ---- | ---- |
| 426  | 586  | 587  | 995  | 1177 | 1735 | 2659 | 2984 | 3278 | 3230 |

## Экономика
В связи с тем, что город находится рядом с Адриатическим побережьем и обладает мягким климатом, в нём с 19 века достаточно развит туризм. Близость курортной зоны, благоприятный климат и европейские законы также делают востребованной недвижимость в Анкаране. Средиземноморский климат позволяет выращивать виноград и оливки.

## Достопримечательности
- Ортопедическая больница Вальдольтра (1904)